# Patriša Bat
Dr Patriša Bat (engl. Dr Patricia Bath; 1942 – )	je pronalazačica laserskog uređaja za uklanjanje katarakte.
Prva je Afroamerikanka koja je registrovala patent u Sjedinjenim američkim državama. 
Njen patent omogućio je da se 1988. proizvede aparat koji je bio značajna medicinska inovacija i čija je primena unapredila hirurgiju oka. Budući da je njen pronalazak bio mnogo napredniji od tadašnjeg nivoa tehnološkog razvoja, na proizvodnju prvog uređaja čekalo se pet godina.
Po obrazovanju oftalmolog, stručnjak za lasere, Patriša Bat je naučnu karijeru posvetila radu na prevenciji slepila kod ljudi. 
Odrastanje u Harlemu presudno je uticalo na životne stavove ove naučnice. Često je isticala velike razlike u broju slepih u rodnom Harlemu i bogatijim delovima Amerike, koji su uglavnom nastanjeni belcima. Takvu situaciju objašnjavala je nedostatkom oftalmološkog rada na prevenciji i nemogućnošću pristupa oftalmološkim uslugama. 
Predložila je formiranje posebne discipline nazvaviši je “oftalmologija zajednice”, koja se danas primenjuje širom sveta. Kombinujući aspekte javnog zdravlja i kliničke oftalmologije, oftalmologija zajednice preventivno deluje kod onih kojima su medicinske usluge nedostupne. 
Angažovanjem Patriše Bat, 1970. godine, izvršena je prva operacija oka na klinici u Harlemu, a zahvaljujući njoj, grupa profesora sa Univerziteta Kolumbija operiše besplatno svakog slepog pacijenta iz ovog siromašnog dela grada. Njenim izumom mnogi ljudi su preogledali koji bili slepi više desetina godina.